# Sergio Escudero (cầu thủ bóng đá, sinh 1964)
Sergio Escudero (sinh ngày 10 tháng 2 năm 1964) là một cầu thủ bóng đá người Argentina.

## Sự nghiệp câu lạc bộ
Sergio Escudero đã từng chơi cho Urawa Reds.